# ریور تویس
ریور تویس (به انگلیسی: River Twiss) رودخانه‌ای است که در انگلستان جریان دارد.